# Нанчо Ново
Нанчо Ново (ісп. Nancho Novo, повне ім'я Венансіо Мануель Хесус Ново Сід-Фуетес, ісп. Venancio Manuel Jesús Novo Cid-Fuentes; *17 вересня 1958, Ла-Корунья) — іспанський (галісійський) актор театру і кіно, а також співак, композитор та гітарист в рок-гурті «Los Castigados sin postre».
В кіно відомий своїми роботами в фільмах іспанського режисера Хуліо Медема.

## Основна фільмографія
- 1988 — Найбільш захоплююча гра (El juego más divertido), реж. Еміліо Мартінес Ласаро
- 1993 — Руда білка (La ardilla roja), реж. Хуліо Медем
- 1994 — Дай мені вогню (Dame fuego), реж. Гектор Карре
- 1995 — Скажіть Лаурі, що я її хочу (Dile a Laura que la quiero), реж. Хосе Мігель Хуарес
- 1995 — Квітка моєї таємниці (La flor de mi secreto), реж. Педро Альмодовар
- 1996 — Селестина (La Celestina), реж. Херардо Вера
- 1996 — Земля (Tierra), реж. Хуліо Медем
- 1996 — Більше, ніж кохання (Más que amor, frenesí), реж. Альфонсо Альбасете, Мігель Бардем, Девід Менкес
- 1997 — Опівнічна наречена (La novia de medianoche), реж. Антоніо Ф.Сімон
- 1998 — Коханці полярного кола (Los amantes del Círculo Polar), реж. Хуліо Медем
- 1998 — Фіністерра, де закінчується світ (Finisterre, donde termina el mundo), реж. Ксав'єр Вілаверде
- 2000 — Нікотин (Nicotina), реж. Мартін Коста
- 2000 — Вогняна земля (Tierra del fuego), реж. Мігель Літтін
- 2001 — Любов, та інші неприємності (Amor, curiosidad, prozak y dudas), реж. Мігель Сантесмасес
- 2002 — Дід (Agüela), реж. Альваро Саенс Де Ередія
- 2003 — Олівець тесляра (El lápiz del carpintero), реж. Антон Рейкса
- 2003 — Астронавт (Astronautas), реж. Санті Амодео
- 2003 — Секс (Sex), реж. Антоніо Діаз
- 2005 — Прірва (Sinfín), реж. Мануель Санабрія, Карлос Віллаверде
- 2005 — Рік торгівлі жінками (ТВ)(El año que trafiqué con mujeres), реж. Хесус Фонт
- 2005 — Атлантида (La Atlántida), реж. Белен Масіас
- 2007 — Готель Тіволі (Hotel Tívoli), реж. Антон Рейкса
- 2007 — Скромність (Pudor), реж. Девід Уллоа, Трістан Уллоа
- 2007- — Синдром Улісеса (серіал) (El síndrome de Ulises), реж. Інма Торренте та ін.
- 2008 — Домашні тварини (Animales de compañía), реж. Ніколас Муньос